# زین‌الدین تایبادی
مولانا زین الدین ابوبکر تایبادی عارف و فصیح قرن هشتم هجری است که در قرن هشتم می‌زیسته است‌. او در آخر محرم سال ۷۹۱ق درگذشت.

## زندگی‌نامه
بیشتر تذکره نویسان نام زین الدین تایبادی را زین الدین ابوبکر ثبت کرده‌اند اما صاحب مجالس المومنین معتقد است: «نام شریفش همان نام جد او شیخ فاضل مولا زین الدین علی تایبادی است. کنیه او بر وجهی که مشهور و در نفحات مذکور است، باور نداریم»

تایبادی در علوم ظاهر شاگرد مولانا نظام الدین هروی است اما در طریقت او را اویسی و تربیت یافته روحانیت احمد نامقی جامی دانسته‌اند:
«به واسطه ورزش شریعت و متابعت سنت، ابواب علوم باطنی بر وی مفتوح شده بوده‌است و احوال و مقامات عالیه ارباب ولایت میسر گشته؛ و وی به حقیقت اویسی بوده‌است.»
جامی آورده‌است شیخ به مدت هفت سال از تایباد با پای برهنه به مزار احمد جامی می‌رفت. در فاصله ای دور، در برابر تربت شیخ می‌ایستاد و به تلاوت قرآن مشغول می‌شد. هربار این فاصله را کمتر می‌کرد تا اینکه پس از هفت سال به پیش مرقد شیخ رسید و سی سال بعد از آن روحانیت شیخ احمد وی را به زیارت مشهد اشارت کرد. زین الدین به مشهد رفت و خلعتها و نوازشها یافت و از آنجا عزیمت طواف مزارات طوس کرد. در طوس با یکی از مجذوبان به نام بابا محمود طوسی دیدار کرد و پس از آن هر سال یک از مریدان خود را نزد بابا محمود می‌فرستاد تا سخنان وی را بنویسند و به خدمت او بیاورند.

## نظرات دیگر علماء راجع به زین الدین تایبادی
معصوم علی شاه، کلاً مسئله اویسی بودن عرفا را رد کرده و معتقد است: «به روحانیت تنها، شخص به جایی نمی‌رسد و تا خدمت ولی زمان نرسد و بیعت عامه و خاصه نبویه و علویه ننماید کاملش نمی‌گویند.» او دربارهٔ تایبادی نیز این مطلب را صادق دانسته و با استناد به آنچه جامی دربارهٔ دیدار شیخ بابامحمودطوسی گفته، نتیجه گرفته که: «زین الدین تایبادی از بابا محمود طوسی فیض باب می‌شده و به زودی روشن می‌شود که از برای زیارت مکه به شیراز آمده و با خواجه حافظ صحبت نموده و مشایخ حجاز را خدمت رسیده.»
صاحب مجالس المومنین به نقل از مشجر سید محمد نوربخش، تایبادی را به واسطه ابوطاهر خوارزمی و عبیدالله بیدآبادی، پیرو شیخ علاءالدوله سمنانی دانسته‌است.
بهاءالدین محمد نقشبند، یکی از ارادتمندان زین الدین تایبادی بود، به خدمت او رسیده و گفته که او را مانند بحری یافتیم در معارف.

خواجه محمد پارسا نیز او را به دیده احترام می‌نگریست. جامی از خواجه پارسا نقل کرده که: 
«او از اینکه در جوانی از دیدار و صحبت شیخ زین الدین صرف نظر کرده بود، اظهار ندامت می‌کرده‌است.» 
صاحب تذکره هزار مزار نیز نوشته‌است: 
«بعد از مرگ مولانا روح الدین محمد بن ابی بکر البلدی در سال ۷۸۷ق، وی را به خواب دیدم. از وی سؤال کرد از علمایی که اکنون در قید حیات اند کدام از ایشان اقرب است به خدای تعالی؟ گفت: مولانا زین الدین ابوبکر تایبادی… .»
غیر از اهل طریقت، جمعی کثیر از علمای ظاهر مثل سیدالمحققین می‌رسید شریف علامه شیرازی و مولانا سعید الدین تفتازانی معتقد به جناب شیخ بوده‌اند. همچنین امیر تیمور گورگانی را نیز جزو ارادتمندان شیخ زین الدین نام برده‌اند. وقتی امیر تیمور داعیه تسخیر هرات داشته، در تایباد با شیخ دیدار کرده و شیخ او را به عدالت ورزی در حق بندگان خدا نصیحت کرده‌است. تیمور گورکانی در کتاب خود توزک تیموری که آن کتابی است به لغت توری … برخی از حالات وی را نگاشته‌است.